# Захарівка (Броварський район)
Заха́рівка —  село в Україні, у Великодимерській селищній громаді Броварського району Київської області. Населення становить 73 осіб. Розташоване між селами Вільне та Жердова.

## Історія
Село виникло у 1928 році на землях колишньої козацької сотні між болотами Чернятин і Моховате. За переказами назва села походить від імені першопоселенця Захарка Рубанки. 
У 1930 р. в селі було створено колгосп «Зелений гай», зараз ці землі відносяться до радгоспу «Жердівський». Довгий час село вважалося неперспективним, тому в селі не було школи (діти навчались в школі села Жердова).
Будівництво асфальтованої дороги дало поштовх у розвитку села.
Лише у 1992 році населеному пункту було офіційно присвоєно найменування село Захарівка.